# Don Broco
Don Broco es una banda británica de música rock originaria de Bedford, cerca de Londres. Fue fundada en el 2008 y consiste de cuatro miembros: Rob Damiani (voz y electrónica), Simon Delaney (guitarra), Tom Doyle (bajo) y Matt Donnelly (batería y coros). La banda ha lanzado ya cuatro álbumes de estudio: Priorities (2012), Automatic (2015), Technology (2018) y su más reciente trabajo Amazing Things (2021).

## Biografía

### Formación (2008)
Los cuatro miembros de Don Broco se conocieron en el colegio al atender Bedford Modern School. Rob Damiani, que se unió a la escuela en secundaria, fue el último en llegar. Los restantes miembros del grupo se conocieron en primaria.
El grupo, que en un principio tuvo varios nombres, incluyendo 'Club Sex', se formó finalmente en el 2008 después de que los miembros terminasen la universidad.

### Primeras Giras (2008-2010)
El grupo empezó su primera gira por Reino Unido en noviembre de 2008, tocando en sitios como Leeds, Birmingham, Mánchester, Watford, y otros.
Participaron en la Camden Crawl el festival de música alternativa Download en el 2009, y también como teloneros de Enter Shikari en algunos conciertos en mayo de ese mismo año.
Don Broco también tocaron en el Underage Festival, el festival de música para menores de edad de Londres, tanto el 2009 como el 2010. Y participaron el festival Sonisphere en el 2010 tocando en el escenario de Red Bull Bedroom Jam
El grupo después pasó a hacer de teloneros de Enter Shikari en sus dos fiestas de Navidad en el Hatfield Forum en diciembre de 2010.

### Álbumes y Demás Giras (2011)
El grupo lanzó el sencillo Beautiful Morning el lunes 7 de febrero de 2011. El video, dirigido por Lawrence Hardy, fue divulgado en enero de ese mismo año.
Don Broco más tarde debutaron su miniálbum llamado 'Big Fat Smile' el lunes 14 de febrero. Este debut, tuvo un muy bien recibimiento, incluyendo críticas de 4 estrellas (4 Kas) por parte de la revista Kerrang y un 8 de 10 por parte de Rock Sound. El grupo embarco en su segunda gira, el Big Fat Tour, como artistas principales, un día más tarde.
Don Broco, junto con los grupos Lower than Altantis y Veara, abrieron como teloneros de We Are The Ocean durante su gira británica entre abril y mayo de 2011. La gira incluyó paradas en Cardiff, London, Mánchester, Newcastle y Glasgow.
El grupo completó su última gira como artistas principales en mayo de 2011 con Burn The Fleet como teloneros. Este grupo de actuaciones incluyó una función en el Alternative Escape Festival de Brighton, con Deaf Havana y en el Hub Festival de Liverpool, y actuaciones en los festivales Slam Dunk North y South.
Durante esta misma época, el sencillo "Beautiful Morning" recibió cobertura nacional al ser puesto en antena por la BBC Radio 1.
Durante el verano del 2011, Don Broco formó parte de una variedad de festivales británicos, incluyendo Download Festival, Sonisphere Festival, Hevy Festival, Liverpool Sound City, Slam Dunk Festival y The Great Escape Festival.
Don Broco también estuvieron presentes en los Festivales de Reading y Leeds al aparecer en el escenario "Introducing" de la BBC y ser incluidos entre sus más destacados del evento.
El video acompañante del B-Side "We Are On Holiday" (parte de su sencillo 'Dreamboy - Deluxe Edition' se estrenó recientemente. 
. El sencillo fue lanzado por descarga de iTunes el 22 de agosto de 2011.
En el 2012 fueron teloneros junto a awolnation para Billy Talent. en el Rock Sound Riot Tour.

## Miembros
Miembros actuales
- Rob Damiani - voz principal, sintetizadores, programación (2008–presente)
- Simon Delaney - guitarra, coros (2008–presente)
- Tom Doyle - bajo, coros (2012–presente)
- Matt Donnelly - batería, coros (2008–presente)

Miembros anteriores
- Luke Rayner - bajo (2008–2011)

## Discografía
Álbumes de estudio
- Priorities (LP, 2012)
- Automatic (LP, 2015)
- Technology (LP, 2018)
- Amazing Things (LP, 2021)

EPs
- Living the Dream (EP, 2008)
- Thug Workout (EP, 2008)
- Big Fat Smile (EP, 2011)
- You Wanna Know (EP, 2013)